# Shuniah
Shuniah es un municipio canadiense situado en la provincia de Ontario.

## Superficie
Shuniah tiene una superficie de 571,34 km².

## Demografía
En 2021, tenía 3247 habitantes, una densidad poblacional de 5,7 hab./km², y 2088 viviendas.